# Renty
Renty település Franciaországban, Pas-de-Calais megyében. Lakosainak száma 589 fő (2022. január 1.). Renty Thiembronne, Audincthun, Coupelle-Vieille, Fauquembergues, Rumilly és Verchocq községekkel határos.

## Népesség
A település népessége az elmúlt években az alábbi módon változott:
| Lakosok száma | 635  | 667  | 666  | 624  | 603  | 598  | 588  | 581  | 589  |
|               | 2013 | 2015 | 2016 | 2017 | 2018 | 2019 | 2020 | 2021 | 2022 |